# 中瀬喜陽
中瀬 喜陽（なかせ ひさはる、1933年2月21日 - 2018年3月11日）は、和歌山県の郷土史家・南方熊楠研究家。中瀬ゆかりは次女。

## 来歴
和歌山県西牟婁郡上富田町の出身で、1960年に東洋大学中国哲学文学科を卒業した。同年から上富田町立岩田中学校、1964年からは和歌山県立南紀高等学校の教諭として1993年まで勤務した。1993年に大阪青山短期大学非常勤講師となり2003年まで勤める。
2006年5月に南方熊楠顕彰館館長に就任し、2012年3月まで務めた。
南方熊楠邸保存顕彰会副会長、田辺市文化財審議会委員長、紀南文化財研究会会長 南方熊楠顕彰記念館名誉館長を歴任した。2013年に和歌山県文化功労賞と南方熊楠文化賞特別賞を受ける。
2018年3月11日午後0時54分に和歌山県田辺市の病院で、胃癌のため85歳で死去した。

## 著書

### 単著
- 『弁慶 第3部 北陸の弁慶伝承と高館の最期・弁慶松』吉田弥左衛門〈田奈部豆本〉、1982年
- 『若王子 中瀬喜陽句集』本阿弥書店〈中堅作家シリーズ〉、1986年
- 『説話世界の熊野 弁慶の土壌』日本エディタースクール出版部、1991年
- 『覚書南方熊楠』八坂書房、1993年
- 『くまののかみさまのひっこし』（松下千恵・絵）わかやま絵本の会〈熊野古道おはなしシリーズ〉、1999年

### 共編著・監修
- 『ふるさと田辺民話紀行』（編）吉田弥左衛門〈田奈部豆本 〉、1985年
- 『南方熊楠書簡 盟友毛利清雅へ』（編）日本エディタースクール出版部、1988年
- 『素顔の南方熊楠』（編） 吉田弥左衛門〈続田奈部豆本〉、1989年
- 南方熊楠『門弟への手紙 上松蓊へ』（編）日本エディタースクール出版部、1990年
- 『南方熊楠アルバム』（長谷川興蔵と共編）八坂書房、1990年
- 『南方熊楠、独白 熊楠自身の語る年代記』（編著）河出書房新社、1992年
- 雑賀貞次郎・尾崎棣園『田邊俳句史 再刊』（校訂）あおい書店、2004年
- 『紀州田辺の俳壇』（編著）貝寄風発行所、2004年
- 『田辺・西牟婁今昔写真帖 保存版』監修 郷土出版社 2004
- 『熊野九十九王子 句集 改訂増補』（編）句集熊野九十九王子刊行委員会、2005年
- 『おしえてわかやま 熊楠編』（編・監修、松下千恵現代語訳・イラスト）わかやま絵本の会〈郷土絵本〉、2006年
- 『熊楠の森-神島』（後藤伸・玉井済夫と共著）農山漁村文化協会、2011年年

## 論文
- <中瀬喜陽